# خودروی محور جلو

A: موتور خودرو B: محور محرک

خودروی محور جلو (به انگلیسی: Front-wheel drive cars) (FWD) به خودرویی گفته می‌شود که نیروی پیشران تولیدی توسط موتور خودرو به محور جلوی آن منتقل و چرخ‌های جلویی خودرو را به گردش درمی‌آورد. بیشتر خودروهای دیفرانسیل جلو، به جای آرایش موتور طولی که در وسایل نقلیه دیفرانسیل عقب و چهار چرخ محرک وجود دارد، از موتوری با آرایش عرضی برخوردار هستند. موتور با آرایش عرضی، یک موتور احتراق داخلی است که محور میل‌لنگ موتور عمود بر جهت حرکت باشد و یک موتور با آرایش طولی، موتوری است که در آن میل‌لنگ در امتداد محور طولی، به سمت عقب خودرو قرار گرفته باشد.

## محل قرارگیری موتور و جعبه‌دنده

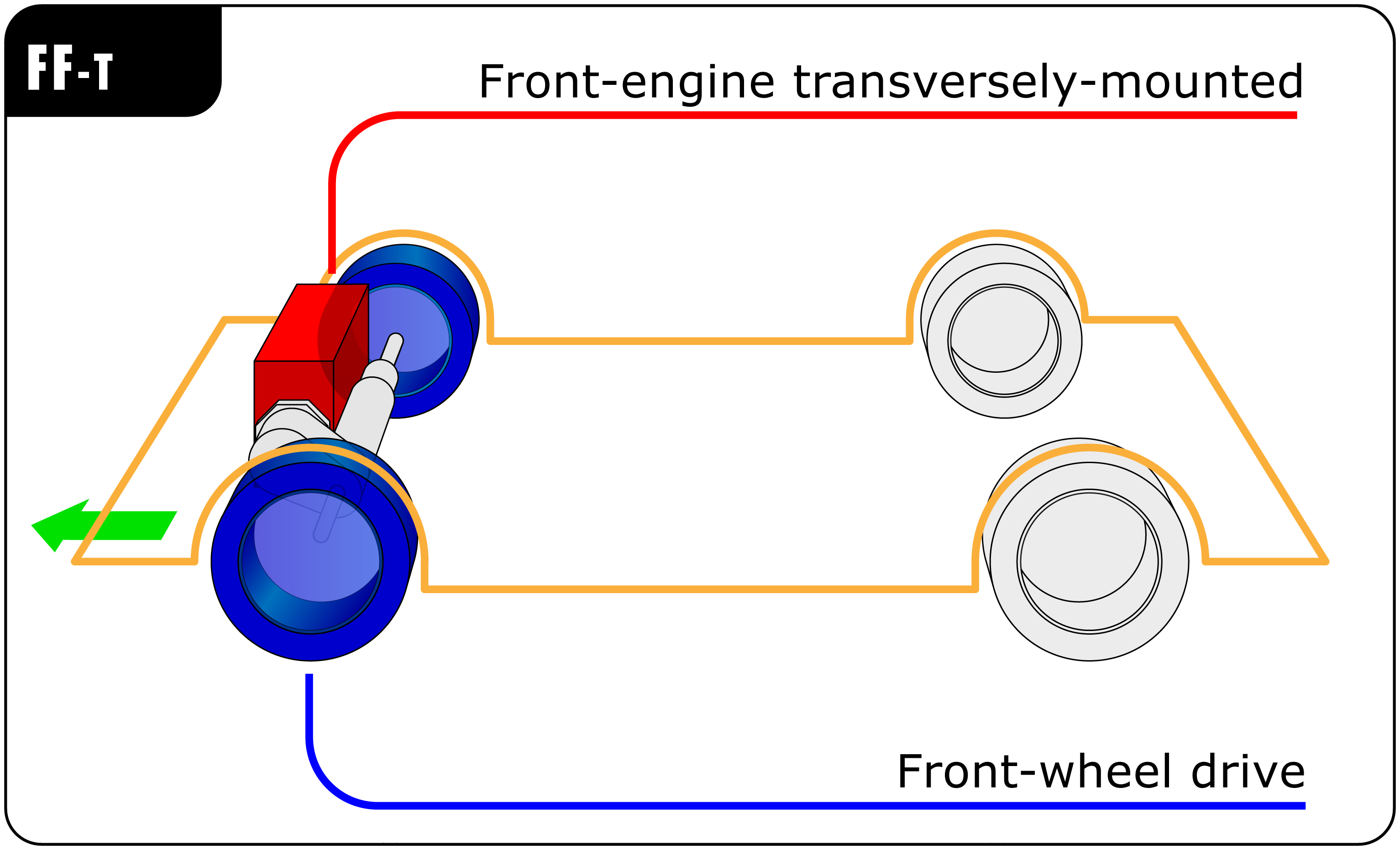
نحوهٔ قرارگیری موتور و گیربکس در خودروهای محور جلو

مقاله اصلی: Car layout § Front-wheel-drive layouts
متداول‌ترین محل قرارگیری موتور و گیربکس در خودرو‌های محور جلو، استقرار آن‌ها در جلو خودرو با آرایش عرضی موتور است. البته حالت‌های دیگری نیز برای قرارگیری موتور وجود دارد که از جمله آن می‌توان به قرارگیری موتور در جلو خودرو با آرایش طولی، قرارگیری موتور در میانه خودرو و در عقب خودرو اشاره کرد.

## تاریخچه

### قبل از سال ۱۹۰۰
ایده ساخت خودرو‌های محور جلو تقریباً از همان زمان پیدایش خودرو شکل گرفت. بر طبق منابع مختلف، اولین خودرو محور جلو زمانی بین سالهای ۱۸۹۵ و ۱۸۹۸ توسط کارخانه Gräf & Stift با ساخت یک وسیله نقلیه کوچک (Voiturette) با موتور تک سیلندر De Dion-Bouton که آن را در جلوی خودرو نصب کردند و چرخ‌های جلو را به حرکت درمی‌آورد، تولید گردید. می‌توان گفت که این اولین خودرویی است در جهان که با به چرخش درآوردن محور جلو خودرو حرکت می‌کرد، اما هرگز به تولید انبوه نرسید و تنها یک نسخه از آن ساخته شد. در سال ۱۸۹۸، لاتیل (Latil) که یک خودروساز فرانسوی بود، سیستمی برای به حرکت درآوردن چرخ‌های جلو درشکه‌های موتوری طراحی کرد.

### از ۱۹۰۰ تا ۱۹۲۰
J. Walter Christie از ایالات متحده طرحی را برای یک خودرو محور جلو به ثبت رساند و نمونه اولیه آن را در سال ۱۹۰۴ ساخت. او با حضور در مسابقات سرعت مختلف در ایالات متحده به تبلیغ و نمایش این وسیله نقلیه پرداخت و حتی در جام وندربیلت 1906 و جایزه بزرگ فرانسه نیز شرکت کرد. سپس در سال ۱۹۱۲ خط تولید تراکتورهای آتش‌نشانی محور جلو را راه اندازی کرد، اما به دلیل عدم فروش موفق، این طرح با شکست رو به رو شد.

### از ۱۹۲۰ تا ۱۹۳۰

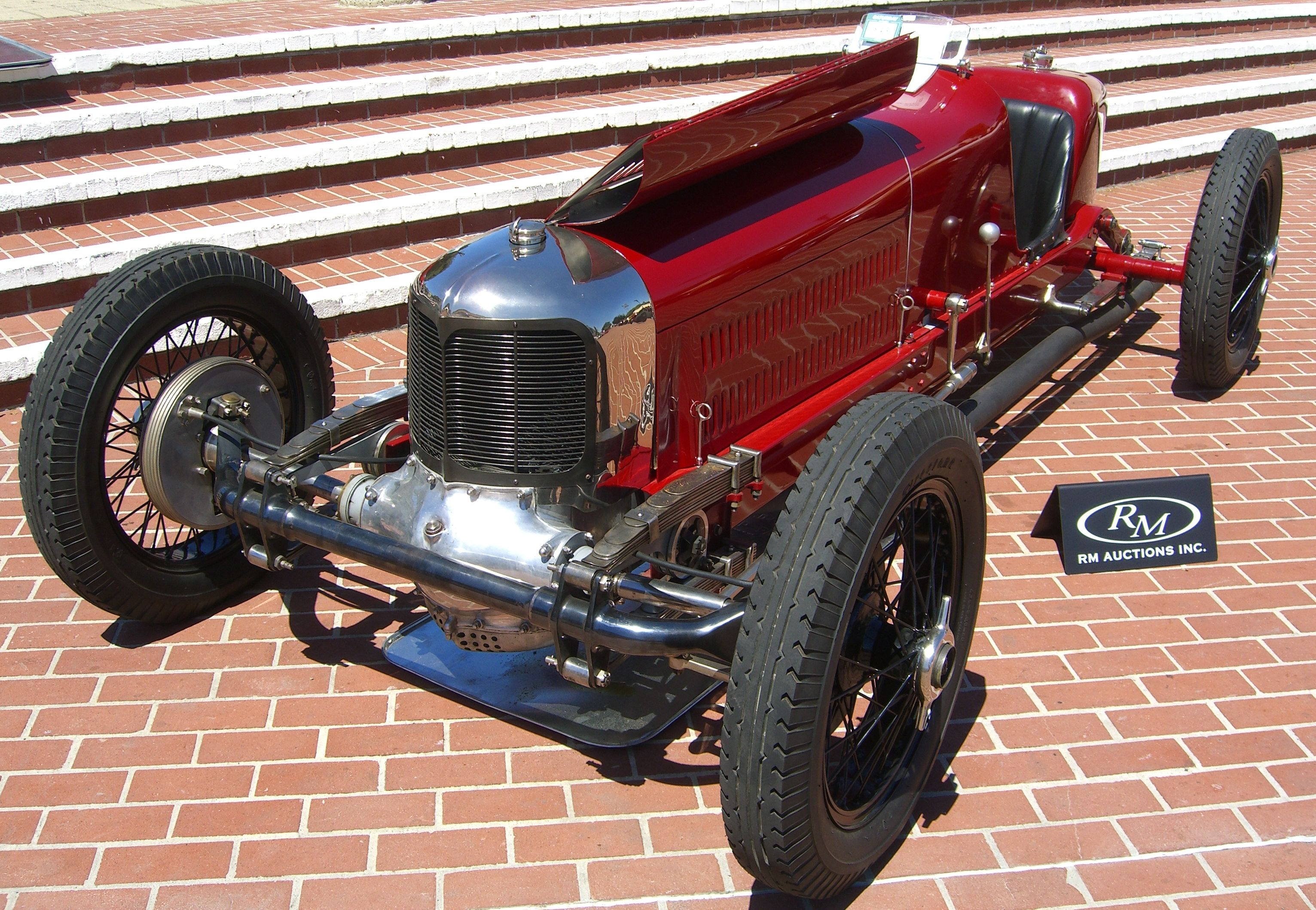
خودرو میلر ۱۲۲ در مسابقات ۱۹۲۵ ایندیاناپولیس ۵۰۰

خودرو بعدی که در آن از سیستم محور جلو متحرک استفاده شد، یک اتومبیل مسابقه ای سوپرشارژ (آلویس ۱۲/۵۰) بود که توسط جورج توماس اسمیت-کلارک (George Thomas Smith-Clarke) و ویلیام ام دون (William M. Dunn) در (آلویس کار) انگلستان طراحی شده بود. این وسیله نقلیه در ۲۸ مارس ۱۹۲۵ در مسابقات Kop Hill Climb در پرنس ریسبورو در باکینگهام شایر حضور یافت. هری آرمینیوس میلر از منومونی، ویسکانسین، خودرو مسابقه ای محور جلو میلر ۱۲۲ را طراحی کرد که در مسابقات ایندیاناپولیس ۵۰۰ شرکت کرد که در شنبه ۳۰ مه ۱۹۲۵ در پیست ایندیاناپولیس موتور برگزار شد.
با این وجود، ایده خودروهای محور جلو در خارج از صحنه مسابقات اتومبیلرانی کمرنگ شد زیرا هیچ تولیدکننده بزرگی از این روش برای خودروهای خود استفاده نمی‌کرد و تولیدکنندگان این نوع خودروها در بازار آزاد موفقیت خاصی کسب نکردند. (Alvis Cars) در سال ۱۹۲۸ یک مدل تجاری محور جلو، از (Alvis 12/50) را معرفی کرد که این مدل نیز با شکست مواجه شد.

### از ۱۹۳۰ تا ۱۹۴۵

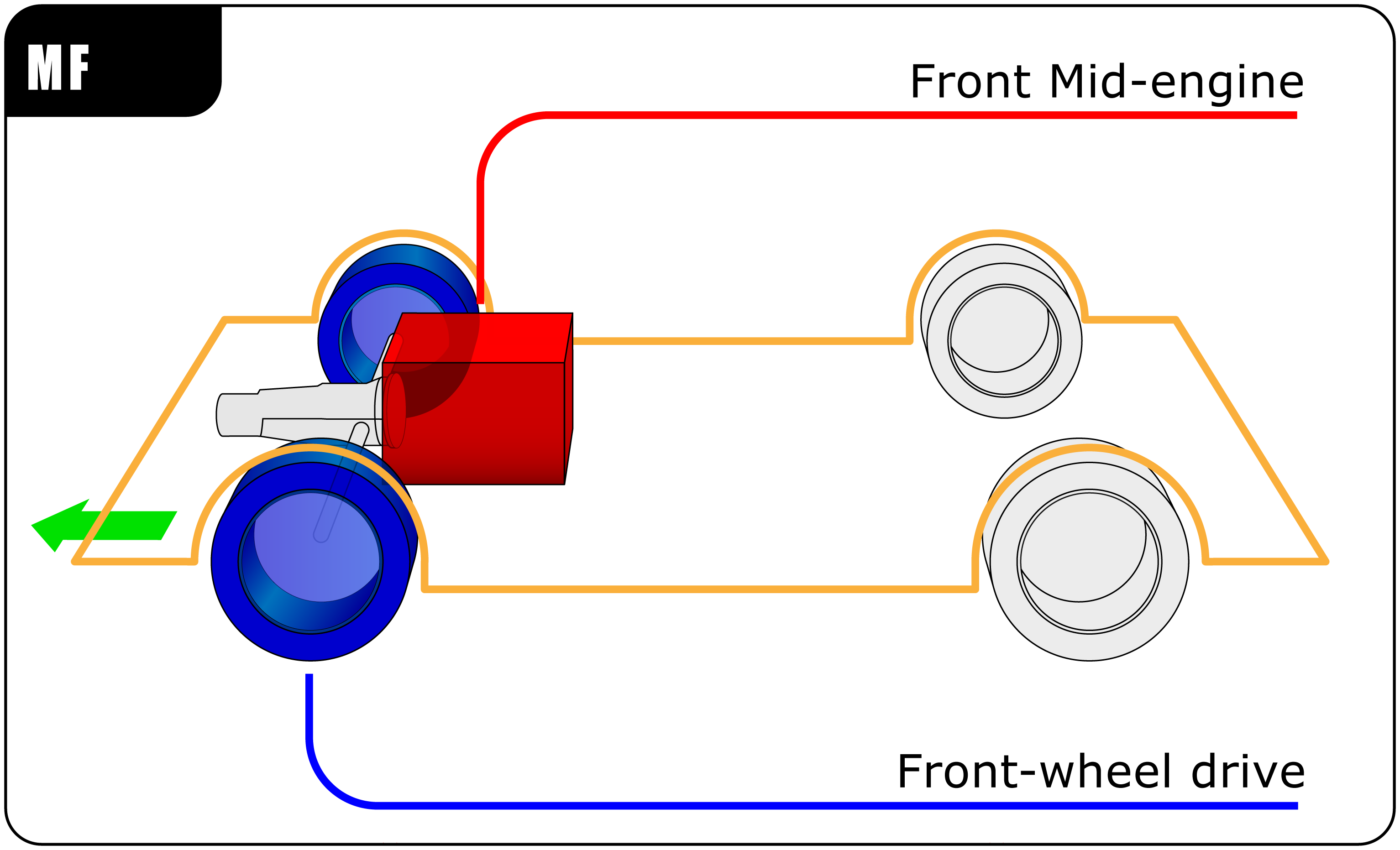
طرح محور جلو محرک MF در دهه ۱۹۳۰ با موتوری که پشت گیربکس قرار گرفته. رنو به‌طور گسترده‌ای از این پیکربندی تا دهه ۱۹۸۰ استفاده می‌کرد.

اولین طرح موفقیت‌آمیز این سیستم در سال ۱۹۲۹ ارائه شد. شرکت BSA (Birmingham Small Arms Company) یک خودر سه چرخ (محور جلو متحرک) منحصر به فرد را تولید کرد. ساخت این محصول تا سال ۱۹۳۶ ادامه داشت و در آن زمان مدل‌های اسپرت و تور را شامل می‌شد. در سال ۱۹۳۱ در آلمان شرکت DKW F1 آغاز به کار کرد. باکمینستر فولر برای سه نمونه اولیه اتومبیل Dymaxion (dynamic maximum tension) خود، خودروهایی را در نظر گرفت که موتور در قسمت عقب قرار گرفته و محور جلو متحرک بودند و سپس سایر خودروسازهای آلمانی نیز از آن پیروی کردند مانند: استوور در سال ۱۹۳۱، آدلر در ۱۹۳۲ و آئودی در ۱۹۳۳ خودروهای محور جلو متحرک را ارائه دادند. در سال ۱۹۳۴، اتومبیل‌های بسیار موفق تراکسیون آوان (Traction Avant) توسط سیتروئن فرانسه معرفی شدند. خودرو مدل Cord 810 ساخت ایالات متحده نیز در اواخر دهه ۱۹۳۰ معرفی شد و نسبت به مدل قبلی خود که یک دهه قبل تر ساخته شده بود کمی عملکرد بهتری داشت. این وسایل نقلیه دارای طرحی بودند که موتور در پشت جعبه دنده (گیربکس) قرار می‌گرفت. طرح اولیه محور جلو متحرک، باعث چرخش و توزیع بهتر وزن و از طرفی موجب هندلینگ بهتر می‌شد که ناشی از گشتاور لختی قطبی کم و توزیع وزن نسبتاً مطلوب آن بود. (سنگین‌ترین مؤلفه نزدیک به مرکز اتومبیل است و باعث می‌شود که مؤلفه اصلی گشتاور لختی آن نسبتاً کم باشد). از نتایج دیگر این نوع طراحی طولانی‌تر شدن شاسی خودرو است. پس از دهه ۱۹۳۰، طراحی خودروهای محور جلو متحرک تا بیست سال بعدی عمدتاً تغییر خاصی نکرد.
خودروسازان اروپایی آئودی، سیتروئن و آدلر پیشگامان استفاده از این سیستم بودند که در دهه ۳۰ میلادی اقدام به این کار کردند. مزیت استفاده از این سیستم ارتقاء هندلینگ خودروها بود. به عنوان مثال باعث کم شدن شعاع چرخش خودرو می‌شد.